# みうらじゅんのグレイト余生映画ショー in 日活ロマンポルノ
『みうらじゅんのグレイト余生映画ショー in 日活ロマンポルノ』（みうらじゅんのグレイトよせいえいがショー イン にっかつロマンポルノ、英題：MIURA JUN PRESENTS GREAT LIFE CINEMA SHOW!）は衛星劇場で2011年10月から2024年3月まで放送されていたテレビ番組である。月に一度、新作を放映。衛星劇場は有料チャンネルであるが、この番組は無料放送されていた。

## 内容
みうらじゅんが、「スケバン SEX 暴力 」、「絶倫」、「のぞき」、「タイトルの冠にTHEがつくもの」といった毎回特定のテーマに基づいて日活ロマンポルノの見どころを紹介していく。
番組名は、生まれた瞬間から死のカウントダウン＝余生は始まるが、そう考えるとあまりにも悲しいのでグレイトを付けて、前向きに生きよう＝映画を見ようという意味である。
最後は「それではあなたもグレイト余生を!」で締める。尚、最終回では「それではあなたもグレイト余生forever」と締めた。
2011年10月開始。日活ロマンポルノ生誕50年イヤーとなる2021年に番組放送10周年を迎えた。なお第1回のテーマは「谷　丘　池」であった。2024年3月の放送をもって番組終了。2024年5月よりリニューアルした新番組を開始すると告知され、みうらじゅんのザ・チープが放送開始された。

## 出演
- みうらじゅん
- 田村健亮（ナレーター）
- ウクレレえいじ（番組末期の次回予告・ミニコントに出演）

## スタッフ
- 出演・構成：みうらじゅん[3]
- プロデューサー：今井亮一[3]
- ディレクター：本多克幸[3]
- 製作協力：みうらじゅん事務所・日活[3]
- 製作著作：松竹ブロードキャスティング